# Puchar Ameryki Północnej w snowboardzie 2018/2019
Puchar Ameryki Północnej w snowboardzie w sezonie 2018/2019 to kolejna edycja tej imprezy. Cykl ten rozpoczął się 8 grudnia 2018 roku w amerykańskim ośrodku narciarskim Steamboat Ski and Resort zawodami w gigancie równoległym. Sezon został zakończony 27 marca 2019 roku w kanadyjskim ośrodku narciarskim Big White Ski Resort zawodami w snowcrossie.

## Konkurencje
- PSL - slalom równoległy
- PGS - gigant równoległy
- SX - snowcross
- SS - slopestyle
- HP - halfpipe
- BA - big air

## Kalendarz i wyniki Pucharu Świata

### Mężczyźni
| Lp. | Data             | Miejscowość               | Konkurencja | 1. Miejsce          | 2. Miejsce        | 3. Miejsce          |
| --- | ---------------- | ------------------------- | ----------- | ------------------- | ----------------- | ------------------- |
| 1.  | 8 grudnia 2018   | Steamboat Ski and Resort  | PGS         | Robert Burns        | Cody Winters      | Lee Je Jung         |
| 2.  | 9 grudnia 2018   | Steamboat Ski and Resort  | PSL         | Robert Burns        | Jamie Behan       | Cody Winters        |
| 3.  | 11 grudnia 2018  | Copper Mountain           | HP          | Yūto Totsuka        | Ikko Anai         | Chase Blackwell     |
| 4.  | 12 grudnia 2018  | Copper Mountain           | HP          | Yūto Totsuka        | Jan Scherrer      | Ikko Anai           |
| 5.  | 14 grudnia 2018  | Buck Hill                 | PSL         | Cody Winters        | Michael Nazwaski  | Émile Gaudet        |
| 6.  | 15 grudnia 2018  | Buck Hill                 | PSL         | Robert Burns        | Michael Nazwaski  | Émile Gaudet        |
| 7.  | 16 grudnia 2018  | Buck Hill                 | PSL         | Cody Winters        | Andrew Hildebrand | Michael Nazwaski    |
| 8.  | 3 stycznia 2019  | Le Relais                 | PGS         | Jasey-Jay Anderson  | Arnaud Gaudet     | Michael Nazwaski    |
| 9.  | 4 stycznia 2019  | Le Relais                 | PGS         | Ryan Rosencranz     | Cody Winters      | Arnaud Gaudet       |
| 10. | 8 stycznia 2019  | Panorama                  | SX          | Glenn de Blois      | Hagen Kearney     | Alex Deibold        |
| 11. | 9 stycznia 2019  | Panorama                  | SX          | Hagen Kearney       | Glenn de Blois    | Éliot Grondin       |
| 12. | 14 stycznia 2019 | Waterville Valley Resort  | SS          | Jake Canter         | Dusty Henricksen  | Botond István Fricz |
| 13. | 15 stycznia 2019 | Waterville Valley Resort  | SS          | Luke Winkelmann     | Jake Canter       | Dusty Henricksen    |
| 14. | 23 stycznia 2019 | Sun Peaks                 | SS          | Luke Winkelmann     | Jake Canter       | Liam Gill           |
| 15. | 24 stycznia 2019 | Sun Peaks                 | BA          | Storm Rowe          | Jacob Legault     | Luke Winkelmann     |
| 16. | 7 lutego 2019    | Craigleith                | SX          | Cole Johnson        | Woo Jin           | Evan Bichon         |
| 17. | 8 lutego 2019    | Craigleith                | SX          | Mike Lacroix        | Evan Bichon       | Woo Jin             |
| 18. | 7 lutego 2019    | Mount St. Louis Moonstone | SS          | Storm Rowe          | Dusty Henricksen  | Carter Jarvis       |
| 19. | 8 lutego 2019    | Mount St. Louis Moonstone | BA          | Odwołano            | Odwołano          | Odwołano            |
| 20. | 9 lutego 2019    | Alpine Ski Club           | PSL         | Arnaud Gaudet       | Émile Gaudet      | Ryan Rosencranz     |
| 21. | 10 lutego 2019   | Alpine Ski Club           | PSL         | Arnaud Gaudet       | Cody Winters      | Jamie Behan         |
| 22. | 12 lutego 2019   | Mont Orignal              | SX          | Éliot Grondin       | Liam Moffatt      | Paul Kamisky        |
| 23. | 13 lutego 2019   | Mont Orignal              | SX          | Liam Moffatt        | Éliot Grondin     | Riley Howell        |
| 24. | 20 lutego 2019   | Ski Cooper                | SX          | Senna Leith         | Cole Johnson      | Liam Moffatt        |
| 25. | 21 lutego 2019   | Ski Cooper                | SX          | Woo Jin             | Cole Johnson      | Evan Bichon         |
| 26. | 28 lutego 2019   | Holiday Valley Resort     | PGS         | Arnaud Gaudet       | Michael Nazwaski  | Magnus Hambleton    |
| 27. | 1 marca 2019     | Holiday Valley Resort     | PGS         | Arnaud Gaudet       | Jules Lefebvre    | Cody Winters        |
| 28. | 4 marca 2019     | Blue Mountain             | PGS         | Sebastien Beaulieu  | Arnaud Gaudet     | Darren Gardner      |
| 29. | 5 marca 2019     | Blue Mountain             | PSL         | Jules Lefebvre      | Arnaud Gaudet     | Sebastien Beaulieu  |
| 30. | 13 marca 2019    | Mammoth Mountain          | SS          | Liam Brearley       | John MacDougall   | Sean FitzSimons     |
| 31. | 14 marca 2019    | Mammoth Mountain          | HP          | Shawn Fair          | Kolman LeCroy     | Lucas Foster        |
| 32. | 14 marca 2019    | Holiday Valley Resort     | SX          | Liam Moffatt        | Evan Bichon       | Kurt Hoshino        |
| 33. | 15 marca 2019    | Holiday Valley Resort     | SX          | Mike LaCroix        | Evan Bichon       | Cole Johnson        |
| 34. | 19 marca 2019    | Canada Olympic Park       | HP          | Shawn Fair          | Kiran Pershad     | Jack Collins        |
| 35. | 21 marca 2019    | Canada Olympic Park       | SS          | Nicolas Laframboise | John MacDougall   | Finn Finestone      |
| 36. | 23 marca 2019    | Canada Olympic Park       | BA          | Nicolas Laframboise | William Buffey    | John MacDougall     |
| 37. | 27 marca 2019    | Big White Ski Resort      | SX          | Danny Bourgeois     | Liam Moffatt      | Colby Graham        |

### Kobiety
| Lp. | Data             | Miejscowość               | Konkurencja | 1. Miejsce        | 2. Miejsce         | 3. Miejsce              |
| --- | ---------------- | ------------------------- | ----------- | ----------------- | ------------------ | ----------------------- |
| 1.  | 8 grudnia 2018   | Steamboat Ski and Resort  | PGS         | Tsubaki Miki      | Millie Bongiorno   | Maggie Carrigan         |
| 2.  | 9 grudnia 2018   | Steamboat Ski and Resort  | PSL         | Maggie Carrigan   | Tsubaki Miki       | Millie Bongiorno        |
| 3.  | 11 grudnia 2018  | Copper Mountain           | HP          | Kurumi Imai       | Hikaru Ōe          | Elizabeth Hosking       |
| 4.  | 12 grudnia 2018  | Copper Mountain           | HP          | Hikaru Ōe         | Tessa Maud         | Kurumi Imai             |
| 5.  | 14 grudnia 2018  | Buck Hill                 | PSL         | Tsubaki Miki      | Abby Champagne     | Abby van Groningen      |
| 6.  | 15 grudnia 2018  | Buck Hill                 | PSL         | Kaylie Buck       | Kaiya Kizuka       | Marianne Laurin-Lalonde |
| 7.  | 16 grudnia 2018  | Buck Hill                 | PSL         | Kaylie Buck       | Abby Champagne     | Marianne Laurin-Lalonde |
| 8.  | 3 stycznia 2019  | Le Relais                 | PGS         | Kaylie Buck       | Lynn Ott           | Jennifer Hawkrigg       |
| 9.  | 4 stycznia 2019  | Le Relais                 | PGS         | Lynn Ott          | Kaylie Buck        | Abby van Groningen      |
| 10. | 8 stycznia 2019  | Panorama                  | SX          | Tess Critchlow    | Carle Brenneman    | Livia Molodyh           |
| 11. | 9 stycznia 2019  | Panorama                  | SX          | Carle Brenneman   | Meryeta Odine      | Livia Molodyh           |
| 12. | 14 stycznia 2019 | Waterville Valley Resort  | SS          | Addison Gardner   | Courtney Rummel    | Makayla Kellogg         |
| 13. | 15 stycznia 2019 | Waterville Valley Resort  | SS          | Courtney Rummel   | Isabella Gomez     | Jade Thurgood           |
| 14. | 23 stycznia 2019 | Sun Peaks                 | SS          | Addison Gardner   | Ty Schnorrbusch    | Jackie Carlson          |
| 15. | 24 stycznia 2019 | Sun Peaks                 | BA          | Jade Thurgood     | Courtney Rummel    | Ty Schnorrbusch         |
| 16. | 7 lutego 2019    | Craigleith                | SX          | Christina Taylor  | Livia Molodyh      | Felicia Turcotte        |
| 17. | 8 lutego 2019    | Craigleith                | SX          | Emma Downing      | Livia Molodyh      | Audrey Mcmaniman        |
| 18. | 7 lutego 2019    | Mount St. Louis Moonstone | SS          | Addison Gardner   | Hinari Asanuma     | Océane Fillion          |
| 19. | 8 lutego 2019    | Mount St. Louis Moonstone | BA          | Odwołano          | Odwołano           | Odwołano                |
| 20. | 9 lutego 2019    | Alpine Ski Club           | PSL         | Kaylie Buck       | Lynn Ott           | Megan Farrell           |
| 21. | 10 lutego 2019   | Alpine Ski Club           | PSL         | Kaylie Buck       | Lily Janousek      | Abby van Groningen      |
| 22. | 12 lutego 2019   | Mont Orignal              | SX          | Livia Molodyh     | Felicia Turcotte   | Acy Craig               |
| 23. | 13 lutego 2019   | Mont Orignal              | SX          | Livia Molodyh     | Christina Taylor   | Anne Gagne              |
| 24. | 20 lutego 2019   | Ski Cooper                | SX          | Anna Miller       | Olivia Shively     | Audrey Mcmaniman        |
| 25. | 21 lutego 2019   | Ski Cooper                | SX          | Stacy Gaskill     | Audrey Mcmaniman   | Haili Moyer             |
| 26. | 28 lutego 2019   | Holiday Valley Resort     | PGS         | Megan Farrell     | Abby van Groningen | Jennifer Hawkrigg       |
| 27. | 1 marca 2019     | Holiday Valley Resort     | PGS         | Megan Farrell     | Jennifer Hawkrigg  | Kaylie Buck             |
| 28. | 4 marca 2019     | Blue Mountain             | PGS         | Katrina Gerencser | Megan Farrell      | Jennifer Hawkrigg       |
| 29. | 5 marca 2019     | Blue Mountain             | PSL         | Megan Farrell     | Katrina Gerencser  | Kaylie Buck             |
| 30. | 13 marca 2019    | Mammoth Mountain          | SS          | Addison Gardner   | Jade Thurgood      | Danielle Weiler         |
| 31. | 14 marca 2019    | Mammoth Mountain          | HP          | Brooke D'Hondt    | Tessa Maud         | Kinsley White           |
| 32. | 14 marca 2019    | Holiday Valley Resort     | SX          | Audrey Mcmaniman  | Livia Molodyh      | Haili Moyer             |
| 33. | 15 marca 2019    | Holiday Valley Resort     | SX          | Audrey Mcmaniman  | Livia Molodyh      | Christina Taylor        |
| 34. | 19 marca 2019    | Canada Olympic Park       | HP          | Brooke D'Hondt    | Lee Na-yoon        | Kamilla Kozuback        |
| 35. | 21 marca 2019    | Canada Olympic Park       | SS          | Jasmine Baird     | Sommer Gendron     | Jackie Carlson          |
| 36. | 23 marca 2019    | Canada Olympic Park       | BA          | Jasmine Baird     | Baily McDonald     | Marguerite Sweeney      |
| 37. | 27 marca 2019    | Big White Ski Resort      | SX          | Tess Critchlow    | Livia Molodyh      | Josie Baff              |